# 97-й армейский корпус (вермахт)
97-й армейский корпус (нем. LXXXXVII. Armeekorps), сформирован 28 октября 1944 года.

## Боевой путь корпуса
В конце 1944 — начале 1945 — дислоцировался на северо-востоке Италии (в районе Триеста).

## Состав корпуса
В январе 1945:
- 237-я пехотная дивизия
- 188-я горнопехотная дивизия

В мае 1945:
- 237-я пехотная дивизия
- 188-я горнопехотная дивизия
- 392-я пехотная дивизия (хорватская)

## Командующий корпусом
- С 28 октября 1944 — генерал горных войск Людвиг Кюблер (5 мая 1945 раненым взят в плен партизанами Тито, затем убит)